# Elly Beinhorn – Alleinflug
Elly Beinhorn – Alleinflug ist ein deutscher Film der Regisseurin Christine Hartmann, der erstmals am 30. März 2014 im ZDF ausgestrahlt wurde.

## Handlung
Die Fliegerin Elly Beinhorn wird durch ihre Reiseberichte, mit denen sie Flüge und Flugzeuge finanziert, in Deutschland bekannt. Die Heirat mit dem Rennfahrer Bernd Rosemeyer macht sie zum Medienstar der NS-Zeit.

## Hintergrund
Der Film wurde von der Produktionsfirma UFA Fiction unter der Leitung von Ariane Krampe und Nico Hofmann hergestellt.
Die Dreharbeiten fanden vom 1. Oktober bis zum 15. November 2013 auf dem Lausitzflugplatz Finsterwalde/Schacksdorf, auf dem Filmgelände von Studio Babelsberg in Potsdam sowie in Berlin und Südafrika statt.
Für die Flugaufnahmen standen mit Klemm Kl 25, Klemm Kl 35 und Messerschmitt Bf 108 originale und flugfähige Flugzeugtypen aus den 1930er Jahren zur Verfügung.

## Rezeption
„Es ist ein eigenartiges Gefühl, Teile meines Lebens wieder zu sehen. Die Persönlichkeiten meiner Eltern kommen gut rüber.“

„Die Luxemburger Schauspielerin Vicky Krieps spielt die Fliegerin als eine ungewöhnliche Frau mit viel Charme und Authentizität. Und mit Max Riemelt als Bernd Rosemeyer und Christian Berkel als Flieger-Vorbild Ernst Udet ist der Film hochkarätig besetzt. Hinzukommen die von Elly Beinhorn selbst gedrehten Aufnahmen, die dem Biopic viel Authetizität jenseits des Melodramatischen verleihen.“

„Das unpolitische Promipaar diente, ob es das wusste und wollte oder nicht, der Naziherrschaft. Jedenfalls müssen das heutige Filmemacher wissen und im Wohllaut der Bilder Spuren der braunen Schatten deutlich machen. Ergebenheit einem Lebensbericht gegenüber ist nicht erste Biopicpflicht und ebenso wenig das Schweigen, wenn der Held schweigt.“

„Das ZDF-Epos 'Elly Beinhorn - Alleinflug' erzählt leicht, detailgenau und klug die Geschichte einer Pilotin, die 1932 um die Welt fliegt. Der Film schafft es, Zeitgeschichte zeitgemäß zu fiktionalisieren.“